# Парадокс (оружие)

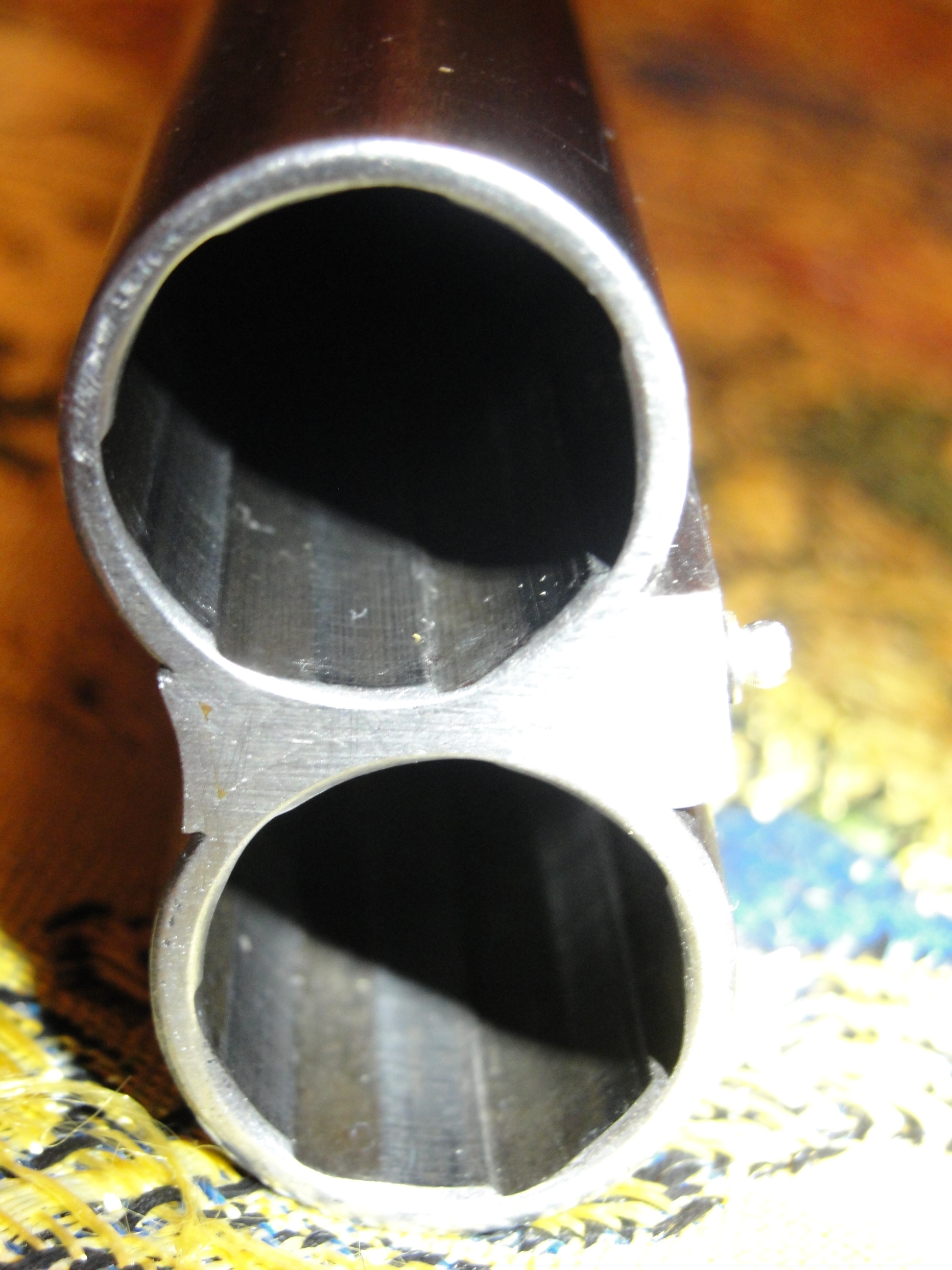
Вид на дульный срез двуствольного «парадокса» 12 калибра

«Парадокс» или сверловка Фосбери — особая разновидность охотничьего оружия, у которого гладкий ствол имеет в дульной части нарезку, а также название самой такой нарезки. Эта конструкция ствола позволяет значительно повысить кучность при стрельбе пулей, одновременно оставляя возможность стрелять дробью.

## История

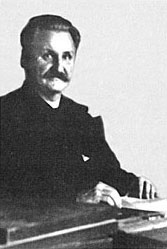
Сергей Александрович Бутурлин (1872—1938) — автор первого в России проекта «парадокса»

Гладкоствольные ружья с дульной частью, имеющей нарезку как у штуцера (широкие и глубокие нарезы с большой крутизной), появились в конце XIX века в Великобритании. Эти ружья предназначались для охоты в джунглях азиатских колоний, где при охоте на птицу была велика возможность встречи с крупными и опасными зверями. Такие условия охоты диктовали необходимость иметь под рукой оружие, позволяющее быстро менять дробовые патроны на пулевые. От пулевой стрельбы же требовалась и высокая точность, и максимально возможная останавливающая сила. Было решено сделать в дульном сужении (т. н. чоке) гладкоствольного ружья нарезы, которые должны были расширить возможности пулевой стрельбы из привычного дробовика, не особенно ухудшая качество дробового выстрела. Идея такого ружья была запатентована в 1885 году британцем Джорджем Фосбери. Первое время «парадоксы» изготовлялись только крупных калибров (10, 12 и 16-го).
Слово «парадокс» (англ. paradox) первоначально являлось фирменным обозначением модели такого оружия, выпускавщегося известной британской фирмой Holland & Holland, и впервые было пущено в оборот в 1886 году.
Оружие этого типа получило распространение в колониях Британской империи, и несколько других оружейных фирм начали выпуск аналогичного или сходного по конструкции оружия и пулевых патронов к нему под собственными наименованиями (так, фирма "Lancaster" выпускала их под торговой маркой "Colindian", фирма "Westley Richards" — под названием "Explora", фирма "Cogswell & Harrison" — под названием "Cosmos"), но в конечном итоге общим обозначением оружия такой конструкции стало название "парадокс".
Первый «парадокс» в Российской империи был спроектирован в 1898 году известным зоологом и теоретиком охоты С. А. Бутурлиным и изготовлен в 1900 году. Бой этого ружья 24 калибра приближался к бою штуцеров-экспрессов.
С появлением нитроэкспрессов и распространением среди охотников нарезного оружия (карабинов и винтовок), использование «парадоксов» ещё в большей степени утратило актуальность.
В 1960-е годы фирма «Вильямс» (США) начала выпуск сменных дульных чоков для одноствольных ружей — устройство имело длину около 12 см, восемь нарезов и предназначалось для улучшения кучности стрельбы пулей Фостера — однако распространения устройство не получило и их выпуск был прекращен. В 1976—1978 гг. эксперименты с «парадоксами» и пулями для них продолжал Дж. Локк, но к началу 1980х годов такое оружие нигде не выпускалось.
В СССР в 1956—1958 гг. серийно выпускалось двуствольное комбинированное ружьё «Олень» (имевшее нижний ствол 32-го калибра со сверловкой «парадокс»), в это же время был изготовлен опытный образец одноствольного охотничьего ружья Б-32 конструкции М. Н. Блюма 32-го калибра с продольно-скользящим поворотным затвором и специальной пулей (представленный в 1959 году на выставке в Москве). Ружья со сверловкой «парадокс» заводского изготовления считались гладкоствольным оружием (однако самостоятельная переделка гладкоствольного ружья в ружьё со сверловкой «парадокс» была запрещена). В начале 1983 года было предложено рассмотреть вопрос о возобновлении выпуска комбинированных ружей со сверловкой «парадокс» на базе ИЖ-27 и ТОЗ-57 для охотников густонаселенных районов европейской части СССР.
В России до 2021 года подобное оружие (если длина нарезной части ствола не превышает 140 мм) де-юре относилось к гладкоствольному оружию. После массового убийства в казанской гимназии № 175 в мае 2021 года президент РФ В. В. Путин поручил ужесточить правила оборота гражданского оружия. В предложенных 28 июня 2021 года поправках к закону об оружии, гладкоствольные ружья с сверловкой ствола «Ланкастер» и «Парадокс» были приравнены к нарезным (с 2022 года изменения вступили в законную силу). Эти поправки были приняты (гладкоствольным теперь считается только оружие с гладкой и ровной внутренней поверхностью по всей длине ствола), и 29 июня 2022 года вступили в силу.

## Пули для «парадоксов»
Пули для «парадоксов» имеют характерную форму, не похожую на форму пуль гладкоствольного оружия, которые стабилизируются за счёт либо стреловидного стабилизатора, либо вращения встречным потоком воздуха (например, пуля Майера или Бреннеке).

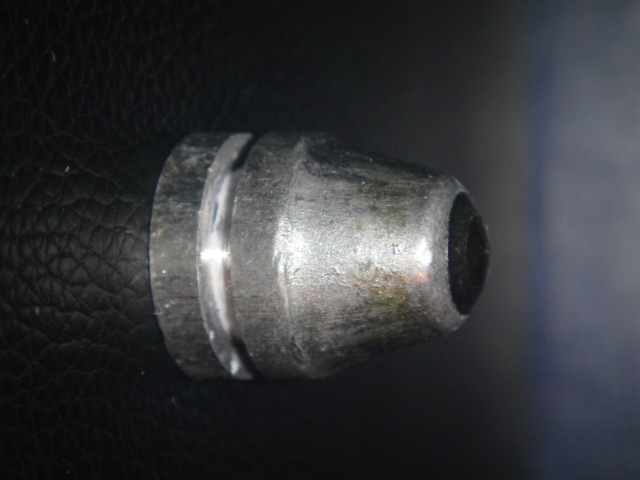
Пуля для «парадокса» 12 калибра. Круговая канавка заливается стеарином

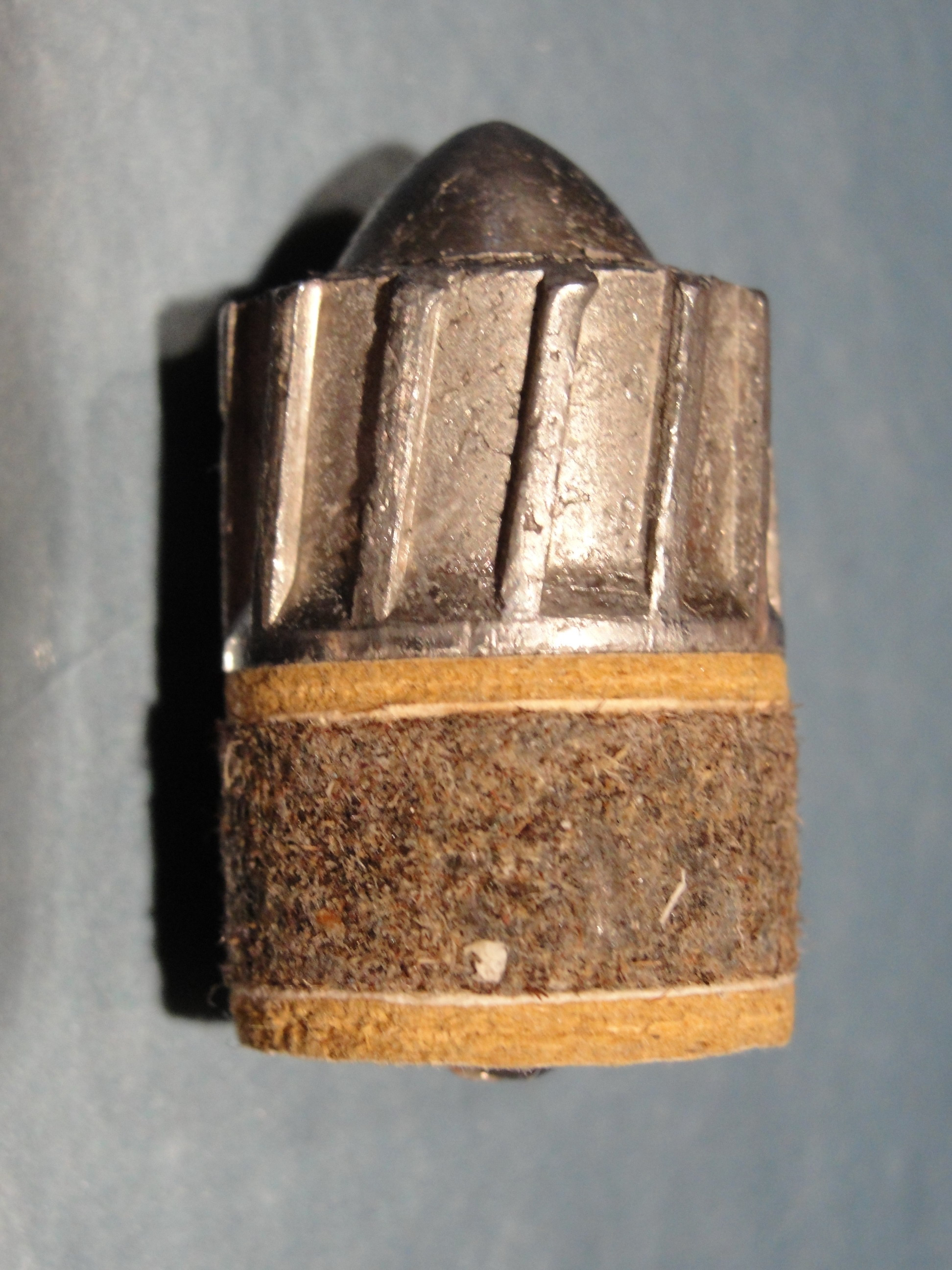
Пуля Бреннеке классического образца, применяемая в гладкоствольном охотничьем оружии

Пули «парадоксов» по форме приближаются к пулям обычного нарезного оружия — они, как правило, имеют коническую форму, с одним-двумя ведущими поясками. Для лучшей обтюрации эти пояски при снаряжении пули в гильзу заливаются стеарином, парафином, воском или другим подобным материалом, или обматываются просаленной ниткой.
Начальная скорость полёта пули от 400 до 425 м/сек. Пули, как правило, безоболочечные, сделанные из свинца, но некоторые модели снабжаются тонким колпачком — баллистическим наконечником, из меди или латуни. Пули «парадоксов» обычно весят больше, чем пули для гладкостволок того же калибра и обладают значительно большей останавливающей силой.

## Достоинства и недостатки
Основная цель разработчиков была достигнута — нарезной чок позволял стрелять пулями с показателями меткости, приближавшимися к показателям крупнокалиберных штуцеров. Пулями «парадоксов» малых калибров можно стрелять на 70-80 м и без поднятия прицела. С поднятым прицелом достаточно метко можно поражать зверя средней величины на расстоянии до 150—180 м.
Однако роль «парадоксов» пошла резко на убыль с появлением штуцеров-нитроэкспрессов (при хорошей меткости весивших меньше) и широким распространением другого нарезного оружия для промысловой и спортивной охоты. В целом, данная конструкция, по мнению многих специалистов, себя не оправдала, поскольку «парадоксы» бьют пулей всё равно хуже, чем карабины, а дробью — хуже, чем обычные гладкоствольные ружья (многие модели «парадоксов» непригодны для стрельбы дробью уже на дальностях свыше 15-18 м). Объясняется это тем, что только находящиеся в центре ствола дробинки получают вращение вокруг своей оси. Все остальные дробинки движутся по окружности и обладают центробежной силой. Выйдя из канала ствола эти дробинки начинают разлетаться в стороны.